# Stethojulis terina
Stethojulis terina är en fiskart som beskrevs av Jordan och John Otterbein Snyder 1902. Stethojulis terina ingår i släktet Stethojulis och familjen läppfiskar. IUCN kategoriserar arten globalt som livskraftig. Inga underarter finns listade i Catalogue of Life.